# Coda (muzyka)

Coda

Coda (z języka wł., w dosłownym tłumaczeniu: ogon), lub koda – zakończenie utworu muzycznego.
Koda jest typowa dla większych form muzycznych: formy sonatowej, fugi, również niektórych tańców. Może być krótkim ozdobnikiem, kilkoma akordami ujętymi w kadencję lub dłuższym fragmentem, niekiedy utrzymanym w narastającym tempie i dynamice. Koda, wykorzystując motywy utworu, ma stanowić jego podsumowanie i zamknięcie.